# Магацини Алберезе (Гросето)
Магацини Алберезе је насеље у Италији у округу Гросето, региону Тоскана.
Према процени из 2011. у насељу је живело 58 становника. Насеље се налази на надморској висини од 42 м.